# Боливар, Симон
Симо́н Хосе́ Анто́нио де ла Санти́сима Тринида́д Боли́вар де ла Консепсьо́н-и-По́нте Пала́сиос-и-Бла́нко (исп. Simón José Antonio de la Santísima Trinidad Bolívar de la Concepción y Ponte Palacios y Blanco; при жизни С. Боливара его фамилия писалась как исп. Bolivar); 24 июля 1783, Каракас, генерал-капитанство Венесуэла — 17 декабря 1830, Кинта-де-Сан-Педро-Алихандрино, Санта-Марта, Великая Колумбия) — латиноамериканский государственный, политический и военный деятель, наиболее влиятельный и известный из руководителей войны за независимость испанских колоний в Америке. Национальный герой Венесуэлы. Генерал. 
Освободил от испанского господства Венесуэлу, Новую Гранаду (совр. Колумбия и Панама), Королевскую Аудиенсию Кито (современный Эквадор), в 1819—1830 гг. президент Великой Колумбии, созданной на территории этих стран. В 1824 году освободил Перу и стал во главе образованной на территории Верхнего Перу Республики Боливия (1825), названной в его честь. Национальным конгрессом Венесуэлы провозглашён (1813) Освободителем (исп. El Libertador).

## Ранние годы
Симон Боливар родился 24 июля 1783 года в знатной креольской семье Хуана Винсенте Боливара (1726—1786), по национальности баска. Род Боливаров происходил из городка Ла-Пуэбла-де-Боливар в Бискайе, в Испании, находившегося тогда в округе Маркина, а после переезда в колонию семья приняла активнейшее участие в общественной жизни Венесуэлы. Мальчик рано лишился родителей. На воспитание и формирование мировоззрения Боливара большое влияние оказал его учитель и старший друг — видный просветитель Симон Родригес. В 1799 году родственники Симона решили отправить его в Испанию, в Мадрид, подальше от беспокойного Каракаса. Там Симон Боливар изучал право, затем отправился в путешествие по Италии, Швейцарии, Германии, Англии и Франции. Живя в Париже, Боливар некоторое время посещал Политехническую и Высшую нормальную школы столицы Франции. В 1805 году Боливар посетил Соединённые Штаты Америки и здесь продумал свой план освобождения Южной Америки от испанского владычества.

## Венесуэльская республика
Боливар принял активное участие в свержении испанского господства в Венесуэле (19 апреля 1810 года) и провозглашении её независимой республикой (5 июля 1811 года). В том же году Боливар был послан революционной хунтой (народным собранием) в Лондон искать поддержки у британского правительства. Последнее, однако, предпочло сохранять нейтралитет. Боливар оставил в Лондоне агента Луи Лопеса Мендеса для заключения соглашения от имени Венесуэлы о займе и вербовке солдат и вернулся обратно с транспортом оружия.
Вскоре испанский генерал Монтеверде обратился за содействием к обитателям венесуэльских степей (льяносов) — воинственным, имевшим полукочевой уклад льянерос. Во главе иррегулярных формирований льянерос был поставлен астуриец Хосе Томас Бовес, по прозвищу Бовес-Крикун. Война приняла чрезвычайно жестокий характер. Боливар решил ответить тем же, приказав истребить всех пленников. После разгрома армии Боливара испанскими войсками он в 1812 году обосновался в Новой Гранаде (ныне Колумбия), где написал «Манифест из Картахены», а в начале 1813 года вернулся на родину. В августе 1813 года его войска заняли Каракас. Муниципалитет Каракаса торжественно провозгласил Боливара «освободителем Венесуэлы» (El Libertador). Была создана Вторая Венесуэльская республика во главе с Боливаром. Национальный Конгресс Венесуэлы подтвердил присвоенное ему звание Освободителя. Однако, не решившись провести реформы в интересах народных низов, он не сумел заручиться их поддержкой и потерпел поражение (1814). 6 июля 1814 года теснимая испанскими войсками армия Симона Боливара была принуждена покинуть столицу. Вынужденный искать убежище на Ямайке, Боливар в сентябре 1815 года опубликовал там открытое письмо, в котором выражал уверенность в скором освобождении Испанской Америки.

## Образование Великой Колумбии
Осознав наконец необходимость освобождения рабов и решения других социальных проблем, Боливар убедил президента Гаити А. Петиона оказать повстанцам военную помощь и в декабре 1816 года высадился на побережье Венесуэлы. Отмена рабства (1816) и изданный в 1817 году декрет о наделении солдат освободительной армии землёй позволили ему расширить социальную базу. На сторону Симона Боливара перешли отряды льянерос, у которых после смерти Бовеса (1814) появился новый лидер — Хосе Антонио Паэс, сам коренной льянеро.
После неудачной попытки собрать вокруг себя всех предводителей революции, чтобы действовать по общему плану, Боливар при помощи голландского негоцианта Бриона в мае 1817 года овладел Ангостурой и поднял против Испании всю Гвиану. Затем Боливар приказал арестовать своих бывших сподвижников Пиара и Марино (первый был казнён 16 октября 1817 года). В феврале 1818 года благодаря прибытию из Великобритании опытных солдат-наёмников ему удалось сформировать новую армию. Вслед за успешными действиями в Венесуэле его войска освободили Новую Гранаду (в 1819). В декабре 1819 года он был избран президентом провозглашённой Национальным конгрессом в Ангостуре (ныне Сьюдад-Боливар) республики Колумбии (в историю вошло как Великая Колумбия), куда вошли Венесуэла и Новая Гранада. В 1822 году колумбийцы изгнали испанские силы из провинции Кито (ныне Эквадор), которая присоединилась к Великой Колумбии.

## Освобождение Южной Америки
24 июня 1821 года близ поселения Карабобо в Венесуэле добровольческая армия Симона Боливара нанесла сокрушительное поражение испанскому королевскому войску. В июле 1822 года Боливар встретился в Гуаякиле с Хосе де Сан-Мартином, армия которого уже освободила часть Перу, но не сумел договориться с ним о совместных действиях. После отставки Сан-Мартина (20 сентября 1822 года) он в 1823 году направил в Перу колумбийские части и в 1824 году (6 августа при Хунине и 9 декабря на равнине Аякучо) были разгромлены последние испанские силы на американском континенте. Венесуэла, провозгласившая независимость в 1811 году, была полностью освобождена от колониалистов только к 1824 году. Боливар, в феврале 1824 года ставший диктатором Перу, возглавил и созданную в 1825 году на территории Верхнего Перу республику Боливию, названную так в его честь.
С 1822 года верной подругой и неразлучной спутницей жизни Боливара, несмотря на все превратности его судьбы, была уроженка города Кито креолка Мануэла Саэнс.

## Распад Колумбийской федерации
По замыслу Боливара образовывались Южные Соединённые Штаты (Sur de Estados Unidos), в которые должны были войти Колумбия, Перу, Боливия, Ла-Плата и Чили. 22 июня 1826 года Боливар созвал в Панаме Конгресс из представителей всех этих государств, который, однако, завершился неудачей. После провала Панамского Конгресса Боливар в сердцах воскликнул: «Я подобен тому сумасшедшему греку, который, сидя на утёсе, пытался командовать судами, проходившими мимо!..»
Вскоре после того, как проект Боливара получил широкую известность, его начали обвинять в желании создать империю под своей властью, где он станет играть роль Наполеона. В Колумбии начались партийные раздоры. Часть депутатов во главе с генералом Паэсом провозглашала автономию, другие хотели принять Боливийский кодекс.
Боливар быстро прибыл в Колумбию и, приняв на себя диктаторские полномочия, созвал 2 марта 1828 года в Оканье национальное собрание с целью обсуждения вопроса: «Должна ли быть преобразована конституция государства?». Конгресс не мог прийти к окончательному соглашению и после нескольких заседаний закрылся.
Тем временем перуанцы отвергли Боливийский кодекс и отняли у Боливара титул пожизненного президента. Лишившись власти в Перу и Боливии, Боливар 20 июня 1828 года вступил в Боготу, где учредил свою резиденцию в качестве правителя Колумбии. Но уже 25 сентября 1828 года состоялось покушение на его жизнь: федералисты ворвались в его дворец, убили часовых, сам Боливар спасся лишь чудом. Однако основная масса населения выступила на его стороне, и это позволило Боливару подавить мятеж, который возглавлял вице-президент Сантандер. Глава заговорщиков вначале был приговорён к смертной казни, а затем выслан из страны вместе со своими 70 сторонниками.
На следующий год анархия усилилась. 25 ноября 1829 года в самом Каракасе 486 знатных граждан провозгласили отделение Венесуэлы от Колумбии. Боливар, дело которого окончательно рушилось, постепенно терял всякое влияние и власть.
В своей записке, поданной им конгрессу, собравшемуся в Боготе в январе 1830 года для реформы государственного устройства Колумбии, Боливар жаловался на несправедливые обвинения против него, которые доносились из Европы и Америки.
В начале 1830 года он ушёл в отставку и вскоре умер близ колумбийского города Санта-Марта 17 декабря 1830 года. Перед смертью Боливар отказался от своих земель, домов и даже от государственной пенсии — и целые дни проводил, созерцая из окна живописные пейзажи местных «снежных гор» — Сьерра-Невады.
В 2010 году тело Боливара эксгумировано по распоряжению президента Венесуэлы Уго Чавеса с целью установления причин его смерти. С начала 2013 года прах Боливара находится в специально построенном для этого мавзолее в центре Каракаса. Для нового захоронения Чавес предоставил новый гроб, сделанный из красного дерева и инкрустированный бриллиантами, жемчугом и золотыми звёздами.

## Боливар в масонстве
Известно, что посвящение в масонство Боливар прошёл в Испании, в Кадисе. С 1807 года он состоял в Шотландском уставе. В 1824 году в Перу Боливар учредил ложу «Порядок и Свобода» № 2.

## Произведения
- Симон Боливар. Манифест из Картахены (1812). bloknot.info (А. Скромницкий) (6 сентября 2010). Дата обращения: 6 сентября 2010.

## Боливариана
По неофициальным данным, Симон Боливар выиграл 472 битвы.
В Латинской Америке имя Боливара очень популярно. Оно увековечено в названиях государства Боливия, провинций, городов, улиц, денежных единиц (боливиано — Боливия, боливар — Венесуэла). Его имя носят сильнейший футбольный клуб Боливии, вторая по высоте вершина Колумбии и высочайший пик Венесуэлы.
Ему установлены многочисленные памятники, о нём написаны биографические очерки, художественные произведения, исторические труды. В частности, Боливар является заглавным героем в романе колумбийского писателя Габриэля Гарсиа Маркеса «Генерал в своём лабиринте», посвящённом последним месяцам жизни генерала. Биографии Боливара опубликовали немецкий писатель, известный биограф Эмиль Людвиг, украинский классик Иван Франко и многие другие. Австрийский драматург Фердинанд Брукнер посвятил Боливару две пьесы — «Борьба с ангелом» и «Борьба с драконом». В России Боливаром восхищались декабристы, Николай Полевой.
Карл Маркс в своей энциклопедической статье «Боливар-и-Понте» для «New American Cyclopaedia», следуя нелицеприятному описанию Боливара в воспоминаниях бывшего боливаровского приближённого Дюкудре-Хольштейна, дал Боливару отрицательную характеристику, усмотрев в его деятельности бонапартистские и диктаторские черты. Поэтому в советской литературе Боливар долгое время характеризовался как диктатор, выражавший интересы буржуазии и помещиков. Ряд латиноамериканистов, включая Моисея Альперовича, оспаривали такую оценку, но окончательно порвать с этой традицией решился знаменитый разведчик и латиноамериканист Иосиф Григулевич, написавший под псевдонимом Лаврецкий биографию Боливара для серии ЖЗЛ. За свой труд Григулевич был награждён венесуэльским орденом Франсиско Миранды и принят в Колумбийскую ассоциацию писателей.

### Симон Боливар наболивиано,Боливия
- Аверс 1 боливано, 1928
- Аверс 10 боливано, 1928
- Аверс 100 боливано, 1945

### В астрономии
В честь Симона Боливара назван астероид (712) Боливиана, открытый 19 марта 1911 года.

### В филателии
Боливар изображён на почтовых марках Чили 1974 года, Испании 1978 года, Болгарии 1982 года, СССР 1983 года, ГДР 1983 года и т. д.

### В кино
- «Освободитель» / исп. Libertador (película)‎ — фильм режиссёра Альберто Арвело (Венесуэла — Испания, 2013).
- «Симон Боливар» / англ. Simón Bolívar (1969 film)‎ — фильм режиссёра Алессандро Блазетти (Италия, Испания, Венесуэла; 1969).
- «Боливар (сериал) / Боливар», Колумбия, 2019.

### Объекты в странах СНГ
- Сквер имени Симона Боливара в Минске; 5 октября 2017 года в сквере был торжественно открыт памятник Боливару[10].
- 15 октября 2010 года в Москве был установлен закладной камень на месте будущего монумента Симону Боливару[11]. Сам памятник был открыт 19 июля 2023[12].

### В образовании
- Университет Симона Боливара в Каракасе, Венесуэла[13].
- Государственный Андийский университет имени Симона Боливара в Ла-Пасе, Боливия.
- Консерватория имени Симона Боливара[исп.].
- Школа № 114 имени Симона Боливара, Минск.

## В культуре

### В музыке
- Симфонический оркестр имени Симона Боливара (исп. Orquesta Sinfónica Simón Bolívar) — венесуэльский симфонический оркестр.
- Квартет Симона Боливара[14].

### В фалеристике
- Высший орден Венесуэлы — Орден Освободителя посвящён Симону Боливару.
- Второй по значимости орден Боливии — Национальный орден Симона Боливара.

### В видеоиграх
Симон Боливар представлен как лидер Новой Испании в стратегии Sid Meier’s Civilization IV: Colonization и Великой Колумбии в Sid Meier’s Civilization VI.

## Первоисточники
- Боливар Симон. Избранные произведения (речи, статьи, письма, воззвания) 1812—1830 / перевод М. И. Былинкина. — переп.. — М.: Наука, 1983. — 279 с. — 9600 экз.
- Bolivar Simon. El Libertador: Writings of Simón Bolívar (англ.) / Red. Bushnell David, translation of Fornoff Fred. — Oxford University Press, 2003. — 288 p. — ISBN 0198033079. — ISBN 9780198033073.